# Meriola
Meriola es un género de arañas araneomorfas de la familia Corinnidae. Se encuentra en América.

## Lista de especies
Según The World Spider Catalog 12.0:
- Meriola arcifera (Simon, 1886)
- Meriola balcarce Platnick & Ewing, 1995
- Meriola barrosi (Mello-Leitão, 1951)
- Meriola californica (Banks, 1904)
- Meriola cetiformis (Strand, 1908)
- Meriola davidi Grismado, 2004
- Meriola decepta Banks, 1895
- Meriola fasciata (Mello-Leitão, 1941)
- Meriola foraminosa (Keyserling, 1891)
- Meriola gallina Platnick & Ewing, 1995
- Meriola goloboffi Platnick & Ewing, 1995
- Meriola hyltonae (Mello-Leitão, 1940)
- Meriola longitarsis (Simon, 1904)
- Meriola manuel Platnick & Ewing, 1995
- Meriola mauryi Platnick & Ewing, 1995
- Meriola nague Platnick & Ewing, 1995
- Meriola penai Platnick & Ewing, 1995
- Meriola puyehue Platnick & Ewing, 1995
- Meriola quilicura Platnick & Ewing, 1995
- Meriola rahue Platnick & Ewing, 1995
- Meriola ramirezi Platnick & Ewing, 1995
- Meriola tablas Platnick & Ewing, 1995
- Meriola teresita Platnick & Ewing, 1995
- Meriola virgata (Simon, 1904)